# Subchan Gazi aga
Subchan Gazi Aga (krymskotat. Subhan Ğazı Ağa, zm. po 1663) – krymski dowódca janczarów (aga), przysłany przez chana Mehmeda IV Gireja, dowódca 2000 Tatarów budziackich, biorący udział po stronie polskiej w czasie potopu szwedzkiego. Sam Subchan tytułował się wojewodą ord budziackich.
Subchan Gazi aga wiele znaczył w Chanacie Krymskim. W 1645 roku wysłany został z jasyrem czerkieskim do sułtana Ibrahima, a w 1648 roku był dowódcą jednego z czambułów działających na Ukrainie. W 1649 walczył przeciwko polskim wojskom pod Zbarażem. Początkowo przeciwnik porozumienia z Rzecząpospolitą – z biegiem czasu zdecydowanie zmienił poglądy.
Wysłany z oddziałem 2000 jazdy tatarskiej na pomoc Polsce, 27 lipca stanął przed obliczem Jana Kazimierza. Odradzał walną bitwę, proponując, tak jak Stefan Czarniecki, kontynuację wojny podjazdowej. W bitwie pod Warszawą w lipcu 1656 r. wziął udział będąc pod dowództwem starosty jaworowskiego Jana Sobieskiego. Napadając na tabory w Bródnie Tatarzy omal nie zabili króla szwedzkiego Karola Gustawa.
W bitwie pod Prostkami w 1656 r. jego oddział podlegał pułkownikowi Wojniłłowiczowi i wchodził w skład wojsk litewskich hetmana Gosiewskiego. W tej bitwie Tatarzy wzięli do niewoli Bogusława Radziwiłła, zmuszeni do oddania go Gosiewskiemu, obrażeni odeszli na Krym. Puszczeni samopas, odchodząc plądrowali Prusy Książęce, palili wsie i uprowadzali mieszkańców w jasyr. Zniszczyli także Podlasie.